# Галкін Олександр Павлович
Олександр Павлович Галкін (9 березня 1939, село Никифорово Апастовського району, тепер Татарстан, Російська Федерація) — радянський діяч, водій автомобіля автоколони № 2556 міста Кустанай Казахської РСР. Член ЦК КПРС у 1990—1991 роках.

## Життєпис
У 1956 році закінчив середню школу.
З 1956 року працював машиністом електровоза шахти імені Крупської міста Первомайська Ворошиловградської (Луганської) області.
У 1960 році закінчив училище механізації сільського господарства.
У 1960—1961 роках — тракторист радгоспу «Харківський» Кустанайської області Казахської РСР.
З 1961 по 1964 рік служив у Радянській армії.
Член КПРС з 1963 року.
У 1964—1965 роках — електрозварювальник цегельного заводу міста Кустаная.
У 1965—1966 роках — слюсар-моторист тресту «Буделектромонтаж» міста Кустаная.
У 1966—1969 роках — шофер, старший механік, слюсар, у 1969—1970 роках — голова місцевого комітету профспілки, з 1970 року —  водій автомобіля автоколони № 2556 міста Кустанай Казахської РСР.
Подальша доля невідома.

## Нагороди і звання
- Державна премія СРСР (1989)
- медалі